# 符强
符强（1947年11月—），四川简阳人。1980年5月加入中国共产党。新疆大学政治系政治理论专业毕业，大学学历。历任新疆大学党委组织部副部长、办公室主任，中共吐鲁番地委委员、组织部部长、副书记，新疆维吾尔自治区党委组织部副部长、副秘书长、办公厅主任、秘书长等职。2001年10月获任新疆维吾尔自治区党委常委，2006年1月兼任自治区纪委书记，2009年9月再兼任区委政法委书记。2011年因年龄到线去职。